# Mario Romagnoli
Mario Romagnoli (Lucca, 4 febbraio 1897 – Pistoia, 18 dicembre 1960) è stato un radiologo e militare italiano.

## Biografia
Laureato in Medicina e chirurgia all'Università di Firenze, si specializzò poi in Ostetricia e ginecologia a Berlino e fece pratica a Parigi. Nel 1923 divenne aiuto-chirurgo a Viareggio, dove fondò un Consultorio per la maternità e l'infanzia e un Istituto radiologico.
Nel 1927 divenne primario radiologo e aiuto-chirurgo all'ospedale del Ceppo di Pistoia: anche qui istituì un Consultorio per la maternità e l'infanzia e un Istituto radiologico; quest'ultimo divenne uno dei più prestigiosi della Toscana.
Diede notevoli contributi allo studio della radiologia, pur consapevole che la continua esposizione alle radiazioni gli sarebbero state letali.
Si distinse anche come militare: inquadrato nel 7º Reggimento bersaglieri e poi nel 3º Reggimento bersaglieri, partecipò ai due conflitti mondiali meritandosi vari riconoscimenti al valor militare.